# Tagoropsis leporina
Tagoropsis leporina är en fjärilsart som beskrevs av Charles Oberthür 1916. Tagoropsis leporina ingår i släktet Tagoropsis och familjen påfågelsspinnare. Inga underarter finns listade i Catalogue of Life.